# Lista de astronautas da Ibero-América
Esta é uma lista de astronautas e cosmonautas nativos da Ibero-América.

## Lista

### Orbital
| Nº | Imagem                | Latino americano? | Seleção   | Status             | Agência  | Empregador | Missões            | Tempo no espaço | Ref.  |
| -- | --------------------- | ----------------- | --------- | ------------------ | -------- | ---------- | ------------------ | --------------- | ----- |
| 1  |                       | Sim               | 1978      | Inativo desde 1980 | TSPK     | DAAFAR     | Soyuz 38           | 7d 20h 43m      | [ 2 ] |
| 1  | Arnaldo Tamayo Méndez | Sim               | 1978      | Inativo desde 1980 | TSPK     | DAAFAR     | Soyuz 38           | 7d 20h 43m      | [ 2 ] |
| 2  |                       | Não               | 1992 1998 | Inativo desde 2018 | ESA      | ESA        | STS-95 Soyuz TMA-3 | 18d 18h 46m     | [ 3 ] |
| 2  | Pedro Duque           | Não               | 1992 1998 | Inativo desde 2018 | ESA      | ESA        | STS-95 Soyuz TMA-3 | 18d 18h 46m     | [ 3 ] |
| 3  |                       | Sim               | 1985      | Inativo desde 1985 | SCT [es] | SCT [es]   | STS-61-B           | 6d 21h 04m      | [ 4 ] |
| 3  | Rodolfo Neri Vela     | Sim               | 1985      | Inativo desde 1985 | SCT [es] | SCT [es]   | STS-61-B           | 6d 21h 04m      | [ 4 ] |
| 4  |                       | Sim               | 1998      | Inativo desde 2019 | AEB      | FAB        | Soyuz TMA-8        | 9d 21h 17m      | [ 5 ] |
| 4  | Marcos Pontes         | Sim               | 1998      | Inativo desde 2019 | AEB      | FAB        | Soyuz TMA-8        | 9d 21h 17m      | [ 5 ] |

### Suborbital
| Nº | Nome                   | Voo               | Apogeu  | Ref.        |
| -- | ---------------------- | ----------------- | ------- | ----------- |
| 1  | Victor Correa Hespanha | Blue Origin NS-21 | 106 km  | [ 6 ] [ 7 ] |
| 2  | Mário Ferreira         | Blue Origin NS-22 | ~107 km | [ 8 ]       |

### Sem voar
Astronauta que continua em serviço ativo aguardando sua primeira escalação:
| Imagem           | Seleção | Status          | Ref.          |
| ---------------- | ------- | --------------- | ------------- |
|                  | 1992    | Ativo           | [ 9 ]         |
| Klaus von Storch | 1992    | Ativo           | [ 9 ]         |
|                  | 2006    | Ativo           | [ 10 ]        |
| Ronnie Nader     | 2006    | Ativo           | [ 10 ]        |
|                  | 2023    | Em treinamento. | [ 11 ] [ 12 ] |
| Alysson Muotri   | 2023    | Em treinamento. | [ 11 ] [ 12 ] |